# 重工業五年建設計劃
重工業五年建設計劃，中華民國南京國民政府資源委員會在1936年3月提出的藍圖，提出要在中南省份（湖南、湖北、四川）創設工業原材料基地，為逼在眉睫的日本侵略做準備。計劃由德國軍事顧問團幫助下定稿。因為獲納粹德國的資金和技術，1936年6月落實為中德三年計劃。精研中德關係史的學者柯韋林（William C. Kirby）稱之為「國民黨的大躍進」。

## 歷史
1930年1月實業部長孔祥熙提出投資２億元用以建設發電、鋼鐵、化工的五年計劃；1932年繼任實業部長陳公博提出投資16億以建設冶礦、機械、汽車的四年計劃。由於資金短缺，均為空談。至1936年3月才由資源委員會第一次提出財政上可行的藍圖。預計投資2億7,100萬元法幣。藍圖主要由資源委員會副委員長錢昌照負責。

## 引用文獻
1. ↑  現館藏於中國第二歷史檔案館，藏號SHA28(5965)
2. ↑  Kirby, William C.  [德國與中華民國]. 柯韋林 (中譯). 江蘇人民出版社. 2006: 236–240 [1984].
3. ↑  Kirby, William C. . Essays in the History of the Chinese Republic (Center for Asian Studies, University of Illinois, Urbana). 1983: 127–128.
4. ↑  程麟蓀. . 二十一世紀. 2004, 民國93年刊: 90–92.